# 대원외국어고등학교
대원외국어고등학교(大元外國語高等學校)는 대한민국 서울특별시 광진구 중곡동에 있는 사립 외국어고등학교이다. 

## 학교 연혁
- 1977년 5월 20일 : 학교법인 대원학원 설립 인가
- 1977년 6월 8일 : 설립자 이원희 박사 이사장 취임
- 1983년 10월 7일 : 대원외국어학교 설립 인가
- 1984년 3월 2일 : 설립자 이원희[1] 박사 학교장 취임
- 1984년 3월 2일 : 개교 및 입학식
- 1987년 2월 12일 : 제1회 졸업식(666명 졸업)
- 1991년 9월 11일 : 대원외국어고등학교로 개편
- 2016년 3월 1일 : 제9대 유순종 교장 취임
- 2018년 2월 7일 : 제32회 졸업식(284명, 총 졸업생 수 17,524명)
- 2018년 3월 2일 : 제35회 입학식
- 2020년 3월 2일 : 제10대 이영근 교장 취임
- 2023년 2월 7일 : 제37회 졸업식(265명, 총 졸업생 수 18,850명)
- 2023년 3월 2일 : 제40회 입학(248명)

## 설치 학과
- 독일어학과
- 프랑스어학과
- 중국어학과
- 일본어학과
- 스페인어학과

## 참고 자료
- 대원외국어고등학교 - 한국교육학술정보원 학교알리미